# ГЕС Ілля-Солтейра
ГЕС Ілля-Солтейра(порт. Usina Hidrelétrica de Ilha Solteira) — гідроелектростанція на сході Бразилії на межі штатів Сан-Паулу і Мату-Гросу-ду-Сул. Розташована між ГЕС Сан-Сіман (вище по течії) та ГЕС Соуза Діаса, входить до складу каскаду на другій за довжиною річці Південної Америки Парані.
В межах проекту Парану перекрили комбінованою греблею, що складається із кількох ділянок:
- лівобережна земляна висотою 73 метри та довжиною 1230 метрів;
- центральна гравітаційна бетонна висотою 78 метрів та довжиною 975 метрів;
- правобережна кам'яно-накидна висотою 72 метри та довжиною 3400 метрів.
Ця споруда, яка потребувала 3,6 млн м3 бетону та 25,2 млн м3 інших матеріалів, утримує велике водосховище з площею поверхні 1231 км2 та об'ємом 21 млрд м3 (корисний об'єм 5,5 млрд м3), крім того, ще 1,2 млрд м3 зарезервовано на випадок повені. У ньому можливе операційне коливання рівня поверхні між позначками 323 і 328 метрів НРМ, а під час повені припускається підняття до 329 метрів НРМ.
Затока сховища Ілля-Солтейра, яка утворилась у нижній течії лівої притоки Парани річки Сан-Хосе-ду-Дорадос, за допомогою каналу довжиною довжиною 9,6 км з шириною по дну від 50 до 70 метрів пов'язана зі сховищем ГЕС Tres Irmaos, яке створене на наступній лівій притоці Парани Тіете. Завдяки цьому можливий двосторонній обмін між водоймами, що дозволяє оптимізувати накопичення ресурсу.
Пригреблевий машинний зал обладнали двадцятьма турбінами типу Френсіс: чотири потужністю по 181 МВт, одинадцять по 175 МВт та п'ять по 179 МВт, при цьому загальна потужність генераторів становить 3444 МВт. Гідроагрегати станції працюють при напорі у 41,5 метра.
Видача продукції відбувається по ЛЕП, розрахованій на роботу під напругою 460 кВ.